# 梶賀町
梶賀町（かじかちょう）は、三重県尾鷲市の町名。
尾鷲市の南端に位置する漁村であり、養殖業や沿岸漁業が盛んな地域である。過疎化が進行している地域でもあり、郷土料理である「梶賀のあぶり」を活用した地域おこしが展開されている。

## 地理
尾鷲市の最南端に位置し、尾鷲市街からは自動車で25分ほどかかる。北は賀田湾に、東は熊野灘に面し、南は山地を挟んで熊野市と接する。集落は入り江の奥部に位置し、梶賀漁港を取り囲むような形で急斜面に段状に展開し、漁港背後の山が海のすぐそばまで迫った地形をしている。町内は高齢化が進み、空き家が目立っている。
平地は皆無であり、水田も存在しない。自給用に野菜を栽培する畑が少しあり、住民は畑を大事にしている。梶賀町で研究を行った社会学者の泉琉二は梶賀町を「典型的な漁村」・「純漁村」と呼んだ。
- 岬 - 神須ノ鼻
- 湾 - 賀田湾
- 山 - 地切山（じぎりやま、336.5m）[13]

南は熊野市須野町・甫母町、西は尾鷲市曽根町と接する。

### 学区
市立小・中学校に通う場合、学区は以下の通りとなる。かつては梶賀町内の賀田湾を見下ろす高台に梶賀小学校（梶賀町333番地）があったが、1998年（平成10年）3月をもって休校となった。
| 番・番地等 | 小学校             | 中学校             |
| ---------- | ------------------ | ------------------ |
| 全域       | 尾鷲市立賀田小学校 | 尾鷲市立輪内中学校 |

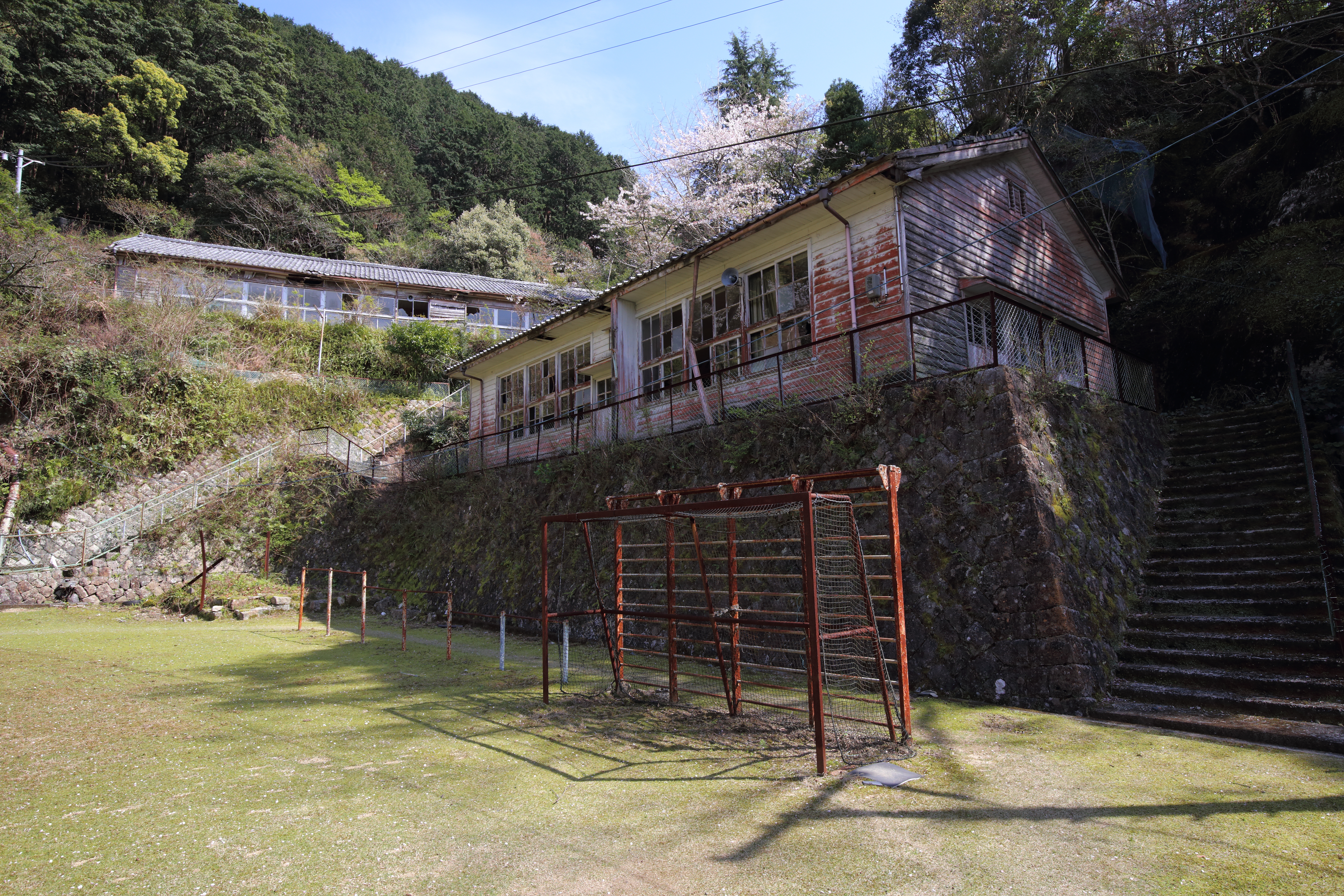
梶賀小学校跡（右　講堂　　左奥　教室）
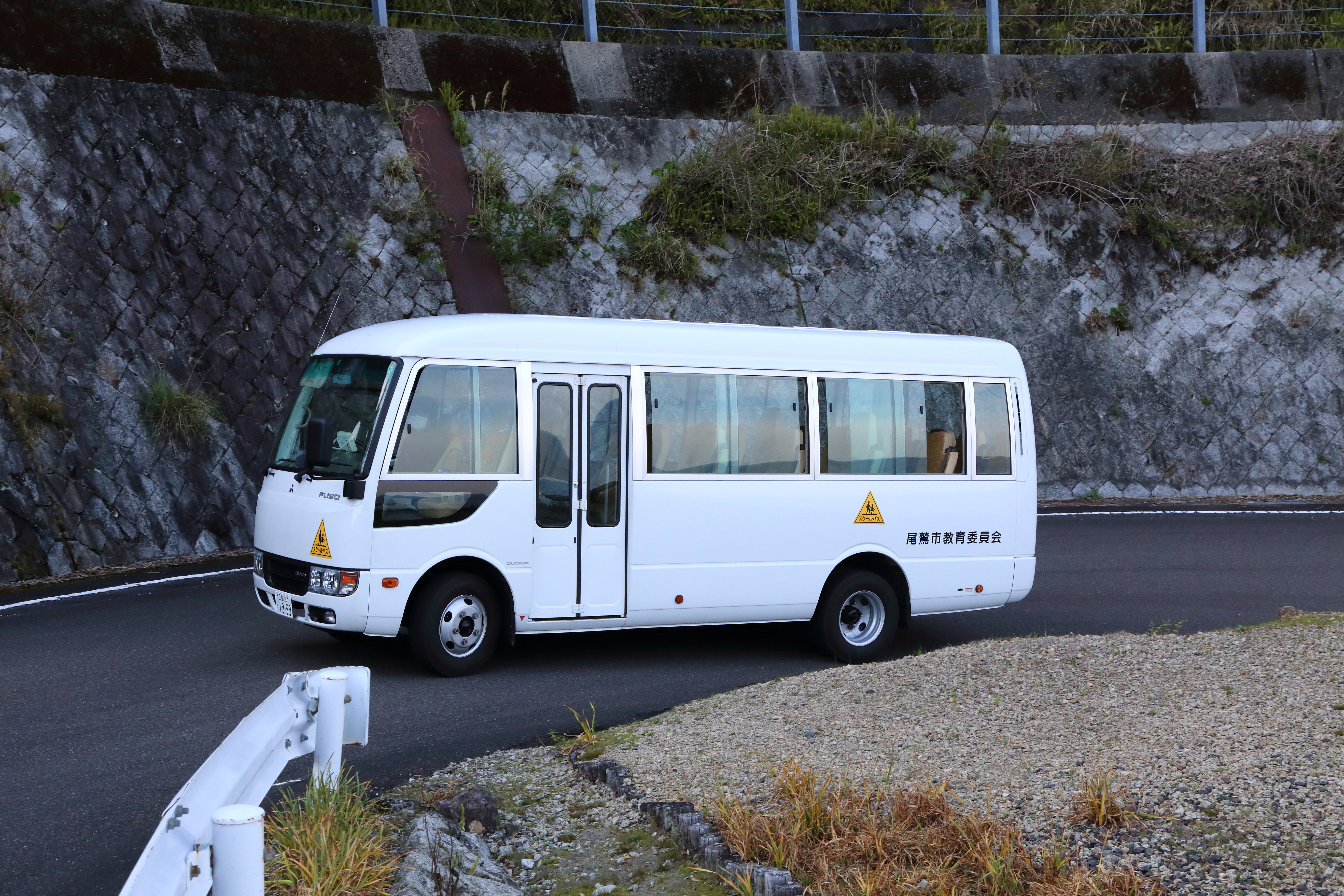
児童送迎用バス

## 歴史
近世には紀伊国牟婁郡木本組曽根荘に属し、紀州藩の配下にあった。江戸時代初頭には梶賀村を名乗っていたが、寛文年間（1662年 - 1672年）頃に梶賀浦と改称した。村高は慶長6年（1601年）の検地帳では22石、『天保郷帳』・『旧高旧領取調帳』では23石余であった。『紀伊続風土記』は当時の梶賀について「カツオやサヨリなどを漁獲し、村の南端では製塩を行っていた」と記している。同書には「最窮乏の地といふ」とも記されており、生活は厳しかったとみられる。江戸時代中期には捕鯨を行っており、梶賀浦を飢饉が襲うたびにクジラがやって来て村人を救ったという話が古老によって語り継がれている。また明和2年（1765年）には長保寺の歴代紀州徳川家の墓所を築造するために梶賀浦の御影石を廻船で輸送したという。
1878年（明治11年）、梶賀学校（後の尾鷲市立梶賀小学校）が開校する。1889年（明治22年）の町村制施行時には近隣の曽根浦・古江浦・賀田村と合併して南輪内村に所属することになり、同村の大字「梶賀浦」となった。1896年（明治29年）、ブリの大敷網（定置網）漁が始まった。大正の頃には、市場流通に乗せられない小さな魚を使って「梶賀のあぶり」の生産が始まった。1953年（昭和28年）、梶賀小学校の改築が行われ、その費用の大部分は区有林の伐採によって賄われた。梶賀小学校の児童数が最も多かったのは1958年（昭和33年）で114人が在籍していた。中学校は設置されず、当時の中学生は山を越えて1時間半の通学をしていたという。

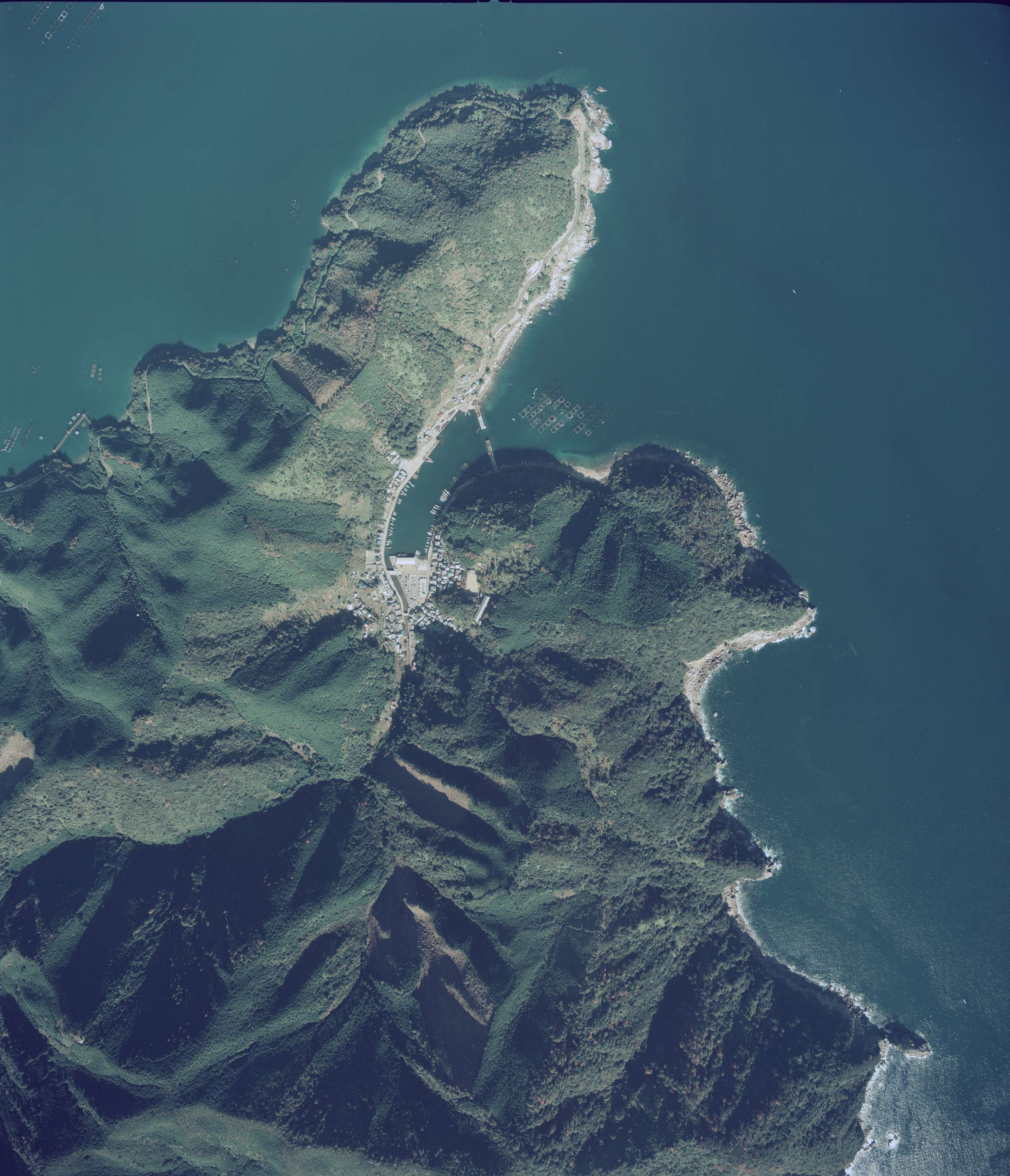
梶賀町（1976年）
出典：『国土交通省「国土画像情報（カラー空中写真）」（配布元：国土地理院地図・空中写真閲覧サービス）』

1954年（昭和29年）に南輪内村が北牟婁郡尾鷲町などと合併して尾鷲市となったことで梶賀浦は梶賀町に改称した。尾鷲市となってからも梶賀町の「陸の孤島」状態は長らく続き、梶賀小学校に赴任することになったばかりの新卒の女性教師が曽根町から梶賀町へ向かう道中で心細くなって泣き出し、学校までたどり着くことなく逃げ帰ったという逸話が残っているほどであった。こうした状況を打破したのが、1959年（昭和34年）1月に賀田町とを結ぶ道路の開通であった。同年9月26日には伊勢湾台風が襲来し、1人が亡くなり、18戸の流失、16戸の半壊という被害を受けた。国道311号の開通は自家用車の急増をもたらし、外部からの釣り客が多く訪れるようになった。1973年（昭和48年）の遊漁者（釣り客）数は17,438人に上った。
1980年代には既に労働力人口の高齢化が指摘され、梶賀小学校では複式学級が出現していた。1997年（平成9年）4月7日の梶賀小学校入学式は1名のみで、在校生は11人であった。この頃、梶賀小学校では賀田湾沿岸の4つの小学校と交流することで集団生活に慣れさせる工夫が行われていた。しかし1998年（平成10年）3月をもって梶賀小学校は休校し、児童らは7km離れた賀田小学校へスクールバスで通学することになった。2001年（平成13年）10月1日、三重県は災害対策のため国道311号曽根梶賀バイパスを通行可能とし、11月22日に正式な開通式を挙行した。
町の少子高齢化や過疎化が進む中で、2010年（平成22年）より梶賀のあぶりを本格的に商業生産するようになり、町おこしにつなげてきた。2016年（平成28年）からは地域おこし協力隊が梶賀町に入って活動を開始したことで、梶賀のあぶりをよりビジネスライクに販売するようになり、同年秋には古民家を改装して梶賀のあぶりを食べられる交流施設「網元ノ家」が開業し、2017年（平成29年）には梶賀のあぶりの販売と網元ノ家の運営を手掛ける株式会社梶賀コーポレーションが設立された。梶賀コーポレーションは利益を町に還元するため、株主を梶賀町に住む者に限定し、梶賀町出身者や梶賀のあぶりの購入者向けには「梶賀サポーター」制度を設けて活動支援ができるようにした。

### 沿革
- 1889年（明治22年）4月1日 - 町村制の施行により、南牟婁郡南輪内村大字梶賀浦となる。
- 1954年（昭和29年）6月20日 - 昭和の大合併により、尾鷲市梶賀町となる。

### 町名の由来
梶賀町の「梶」は船の舵（かじ）を意味し、船舶の入港するこの地域の港湾にちなんだものとされる。「梶加」と表記することもあった。

## 世帯数と人口
2019年（令和元年）7月31日現在の世帯数と人口は以下の通りである。
| 町丁   | 世帯数 | 人口  |
| ------ | ------ | ----- |
| 梶賀町 | 89世帯 | 148人 |

### 人口の変遷
1793年以降の人口の推移。なお、1995年以後は国勢調査による推移。
| 1793年（寛政5年）  | 290人 | [ 6 ] [ 13 ] |  |
| 1872年（明治5年）  | 289人 | [ 6 ]        |  |
| 1959年（昭和34年） | 609人 | [ 6 ]        |  |
| 1980年（昭和55年） | 452人 | [ 7 ]        |  |
| 1995年（平成7年）  | 290人 | [ 30 ]       |  |
| 2000年（平成12年） | 246人 | [ 31 ]       |  |
| 2005年（平成17年） | 225人 | [ 32 ]       |  |
| 2010年（平成22年） | 192人 | [ 33 ]       |  |
| 2015年（平成27年） | 163人 | [ 34 ]       |  |

- 1601年は人口不明な為、省略。

### 世帯数の変遷
1601年以降の世帯数の推移。なお、1995年以後は国勢調査による推移。
| 1601年（慶長6年）  | 13戸    | [ 6 ] [ 13 ] |  |
| 1793年（寛政5年）  | 56戸    | [ 6 ] [ 13 ] |  |
| 1872年（明治5年）  | 59戸    | [ 6 ]        |  |
| 1959年（昭和34年） | 140世帯 | [ 6 ]        |  |
| 1980年（昭和55年） | 143世帯 | [ 7 ]        |  |
| 1995年（平成7年）  | 120世帯 | [ 30 ]       |  |
| 2000年（平成12年） | 111世帯 | [ 31 ]       |  |
| 2005年（平成17年） | 110世帯 | [ 32 ]       |  |
| 2010年（平成22年） | 96世帯  | [ 33 ]       |  |
| 2015年（平成27年） | 87世帯  | [ 34 ]       |  |

## 漁業

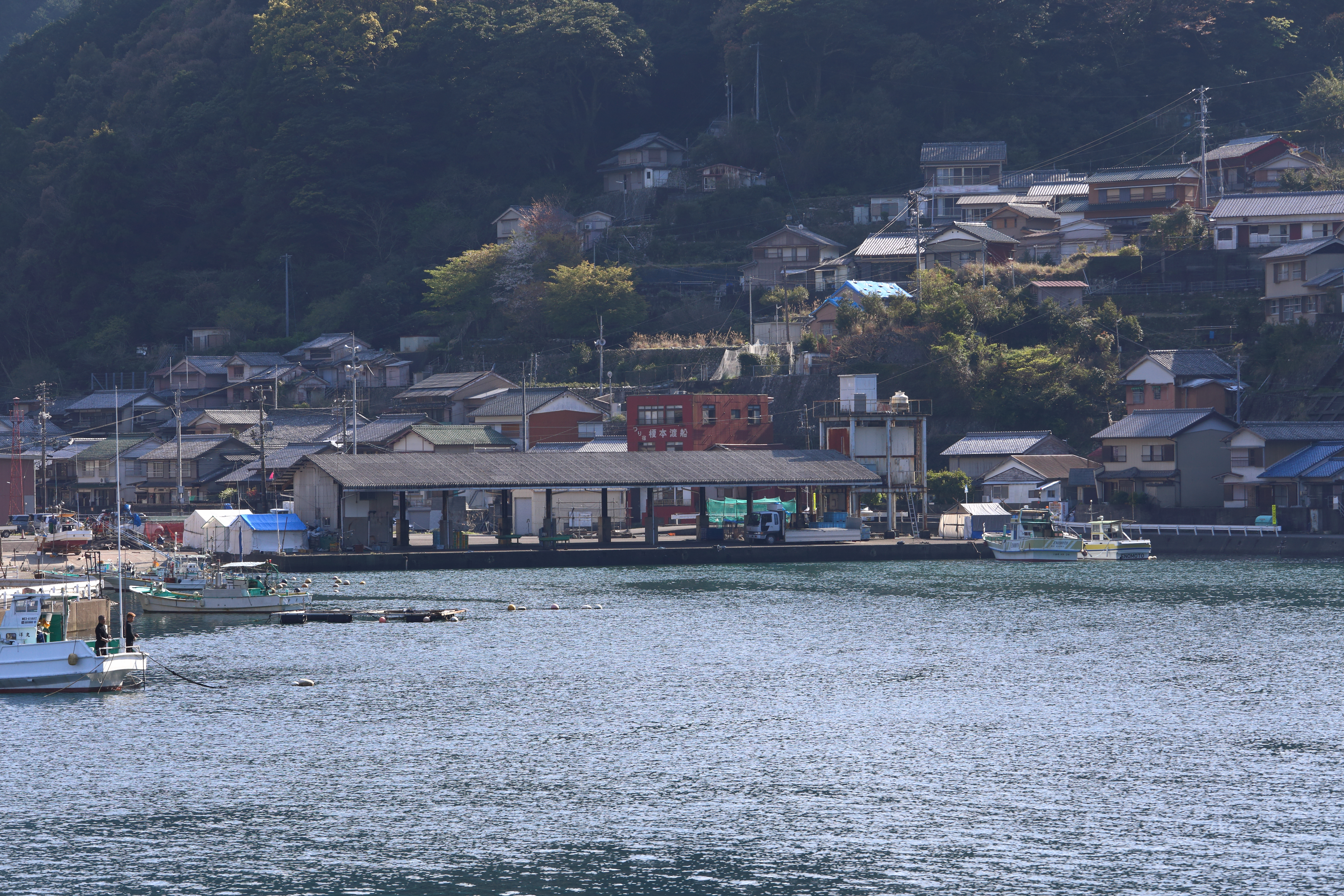
梶賀漁港　水揚げ場（中央）

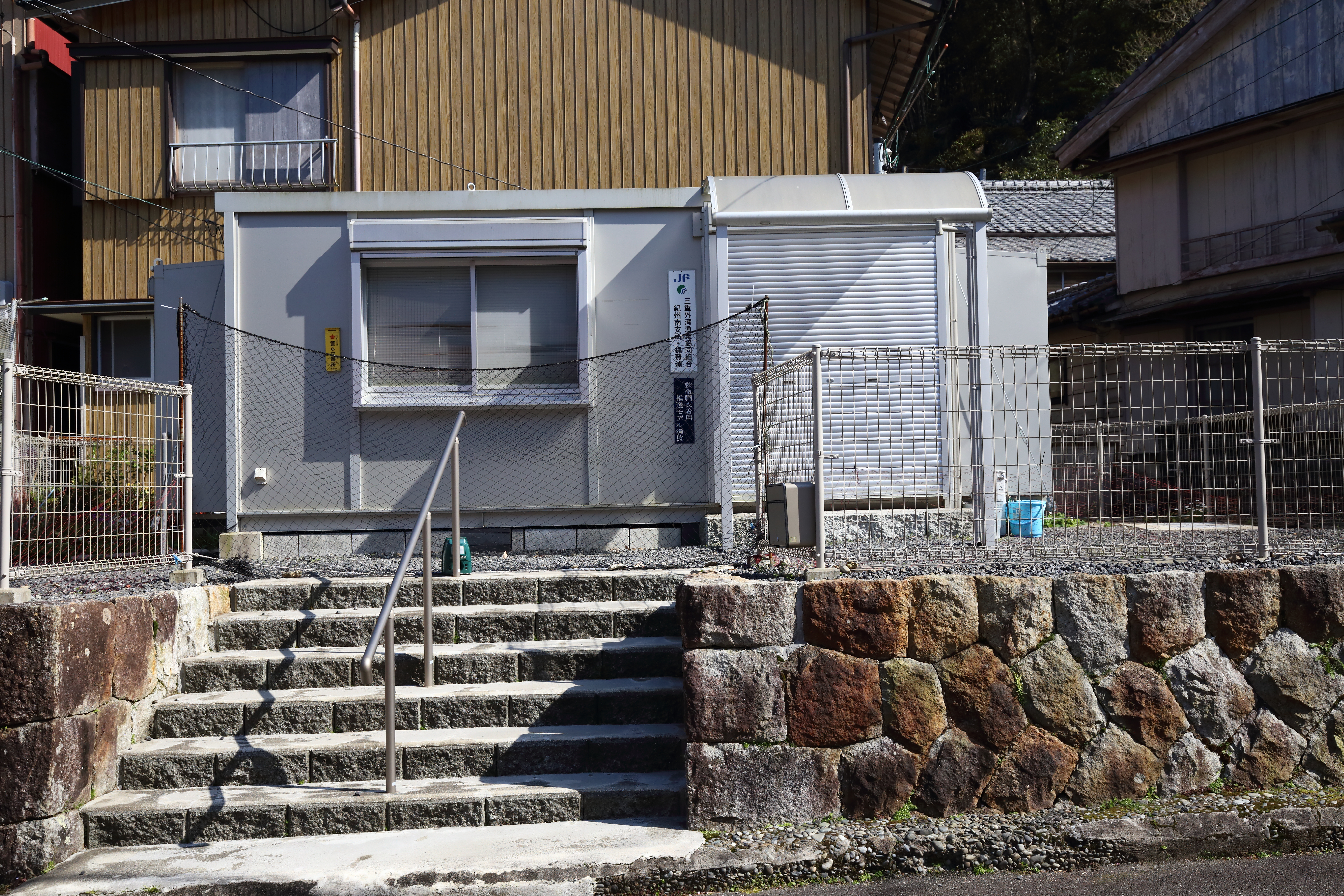
三重外湾漁業協同組合三木浦事業所梶賀浦

梶賀町の漁業は、ハマチやタイなどの養殖業と定置網漁、刺網漁、一本釣り漁などの沿岸漁業に特徴づけられる。1869年（明治2年）の『大差出帳』では漁業のほかに稼ぐ手段がないと記載されており、基本的には現代まで状況の大きな変化はない。また1975年（昭和50年）時点では全戸が漁業協同組合の正組合員であった。回遊魚としてはブリやマグロ、定着性の水産物としてはイセエビがあり、戦前はボラやムロアジが大群で押し寄せ、しばしば住民総出で漁獲したという。
江戸時代中期には捕鯨を行っており、クジラ供養のための「ハラソ祭り」が現代まで続けられている。ただし捕鯨そのものは明治初頭に行われなくなった。定置網漁は1896年（明治29年）から続いている。1911年（明治44年）には浜中丸という動力船が進水し、周辺地域よりも沿岸漁業への動力船の導入が早く行われた。資本力に劣っていたことや地先海面が豊かな漁場であったことから遠洋漁業が発達することはなく、1950年（昭和25年）に梶賀所属の光豊丸（128t）が遭難して以降、遠洋漁船が梶賀に置かれることはなくなった。
2013年（平成25年）の漁業センサスによると、梶賀の漁業経営体数は15経営体であり、うち1経営体が大型定置網で残る14経営体は沿岸漁業に従事する。漁業就業者数は34人でうち14人が自営漁家、残る20人は被雇用者（うち6人は梶賀町外の住民）である。梶賀町に限らず、尾鷲市全体で漁業に従事する人が減少しており、梶賀大敷株式会社でも尾鷲市の漁業体験教室の一環で就業希望者向けに体験プログラムを提供している。しかし実際の就業には結びつかない場合がほとんどで、10回の漁業体験教室受講者で梶賀大敷に就職したのは1人だけであった。

### 梶賀漁港
梶賀漁港（かじかぎょこう）は、三重県尾鷲市梶賀町にある第1種漁港。1951年（昭和26年）12月13日に漁港指定を受け、尾鷲市が管理している。1959年（昭和34年）の伊勢湾台風による壊滅的な被害をきっかけに本格的な整備が始まり、1962年（昭和37年）までに南北の防波堤が建設された。1980年（昭和55年）頃に海面の一部を埋め立て、漁業協同組合の管理する駐車場が整備された。
2015年（平成27年）の梶賀漁港の水揚げ量は660t、水揚げ金額は1億4700万円で、そのほとんどが定置網漁によるものである。

## 文化
漁業に大きく依存してきた梶賀では、かつて網元かつ仲買人であった「アラダチ」と、水夫（乗組員）であった「コマイ」の2つの住民階層に分かれていた。アラダチは地域の支配者層を形成し、地域での各種相談事の決定権を握り、漁業組合の運営の中心に君臨することで漁業の方針決定も行っていた。しかし戦時統制や戦後の漁業改革によりアラダチ層の一部が勢力を落とした一方で、実力を蓄えたコマイ層が仲買人への昇格やアラダチからの独立を果たすようになっていった。

### ハラソ祭り
ハラソ祭り（ハラソまつり）は、梶賀町の梶賀漁港周辺で毎年1月第二月曜日（成人の日）に開催される、古式捕鯨を再現する祭りである。明治期に捕鯨は行われなくなったものの、飢饉が訪れるたびに梶賀浦に現れて住民を救ったクジラに感謝する祭りである。1990年（平成2年）には若者の帰省期間に開催するため1月3日に実施し、1991年（平成3年）には担い手不足により開催を断念した。
祭りではまずクジラの供養を行い、その後海へ出て「ハラソ」の掛け声とともに櫓を漕ぎ銛でクジラを突くという捕鯨の様子を再現する。クジラ供養（浦祈祷）は地蔵寺で行われる。浦祈祷の後、「ハラソ船」と呼ばれる和船が地元男性と希望者を乗せて漁船に曳かれながら梶賀漁港を出港し、曽根町の飛鳥神社へ向かう。飛鳥神社では鯨法を奉納し、岸壁に上がって紅白の派手な衣装に着替え、顔全体を白く塗り、口紅で歌舞伎役者の隈取のような模様を描いて梶賀へ戻る。梶賀漁港が近づくと、「ハラソ!ハラソ!」と連呼しながら櫓を漕いで銛でクジラを捕らえるさまを何度も披露しながら帰港する。
餅まきも行われる。

### 食文化と町おこし

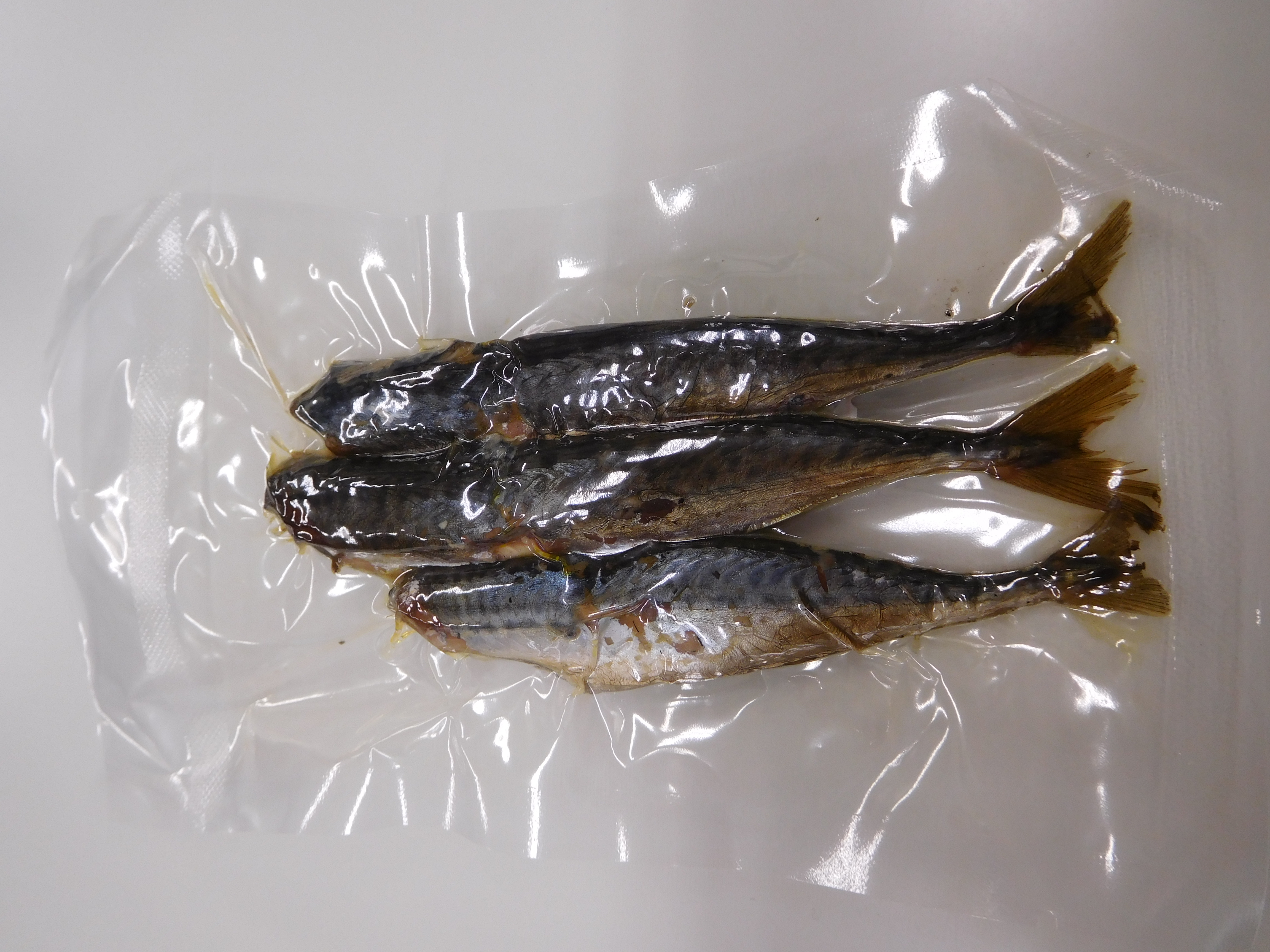
梶賀のあぶりの1つ「鯖子のあぶり」

梶賀のあぶりは、地元で水揚げした10cm程度の小魚をサクラの木などを燃やして発生させた煙でいぶした食品である。周辺の町も漁村であるが、あぶりは梶賀町でのみ生産される。大正時代には既に存在したとされる。元は保存食として地域住民の自給用に生産されてきたが、2000年代頃より町外から注文が入るようになり、2009年（平成21年）のハラソ祭りでの試験販売の成功を契機として、梶賀婦人会を母体とする梶賀まちおこしの会によって商品化が進められた。2016年（平成28年）より地域おこし協力隊の協力を得ながら販路拡大やパッケージ刷新などを実現し、2017年（平成29年）には梶賀町のあぶりの販売や網元ノ家を運営する株式会社梶賀コーポレーションが設立された。
梶賀町には梶賀のあぶりのほかに、ご飯の上に焼いた餅を乗せ、お茶をかけたお茶漬けである「餅茶」と呼ばれる郷土料理がある。餅茶は漁師飯であり、腹持ちが良いことから好まれるという。網元ノ家では、予約制で梶賀のあぶりや餅茶を食べることができる。

## 交通

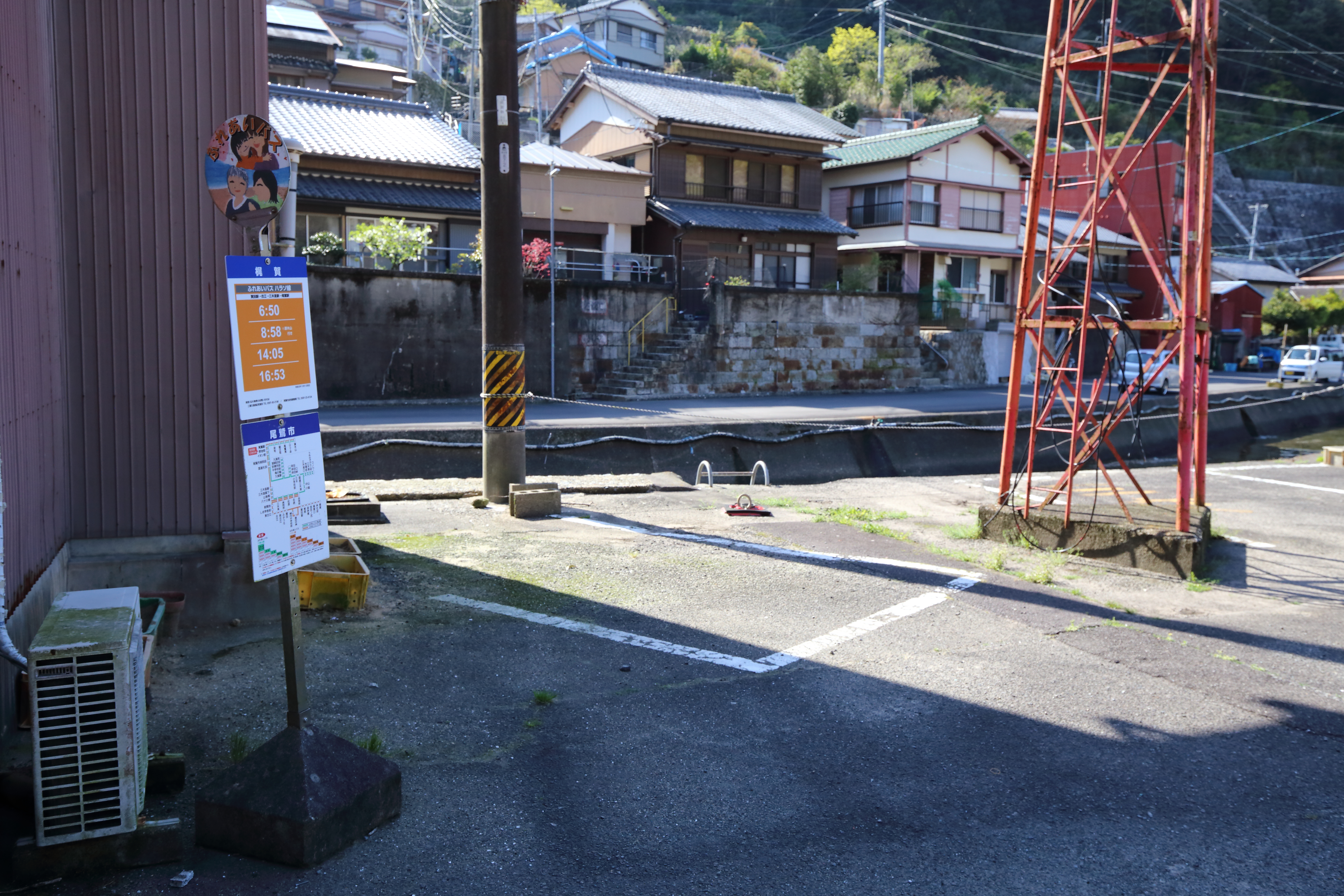
梶賀バス停

1959年（昭和34年）の県道開通と同年7月5日の三重交通による路線バスの設定まで梶賀町から出るためには巡行船に頼るよりほかなく、長い間「陸の孤島」状態が続いていた。
町内に鉄道はなく、最寄りのJR紀勢本線賀田駅までは5.9km離れている。

### 路線バス
- 梶賀、神社前、梶賀口 の各バス停（尾鷲市ふれあいバス）[56]
  - 南輪内線 賀田駅、三木里駅、熊野尾鷲道路経由 尾鷲駅、瀬木山行き（1日5往復）

### 道路

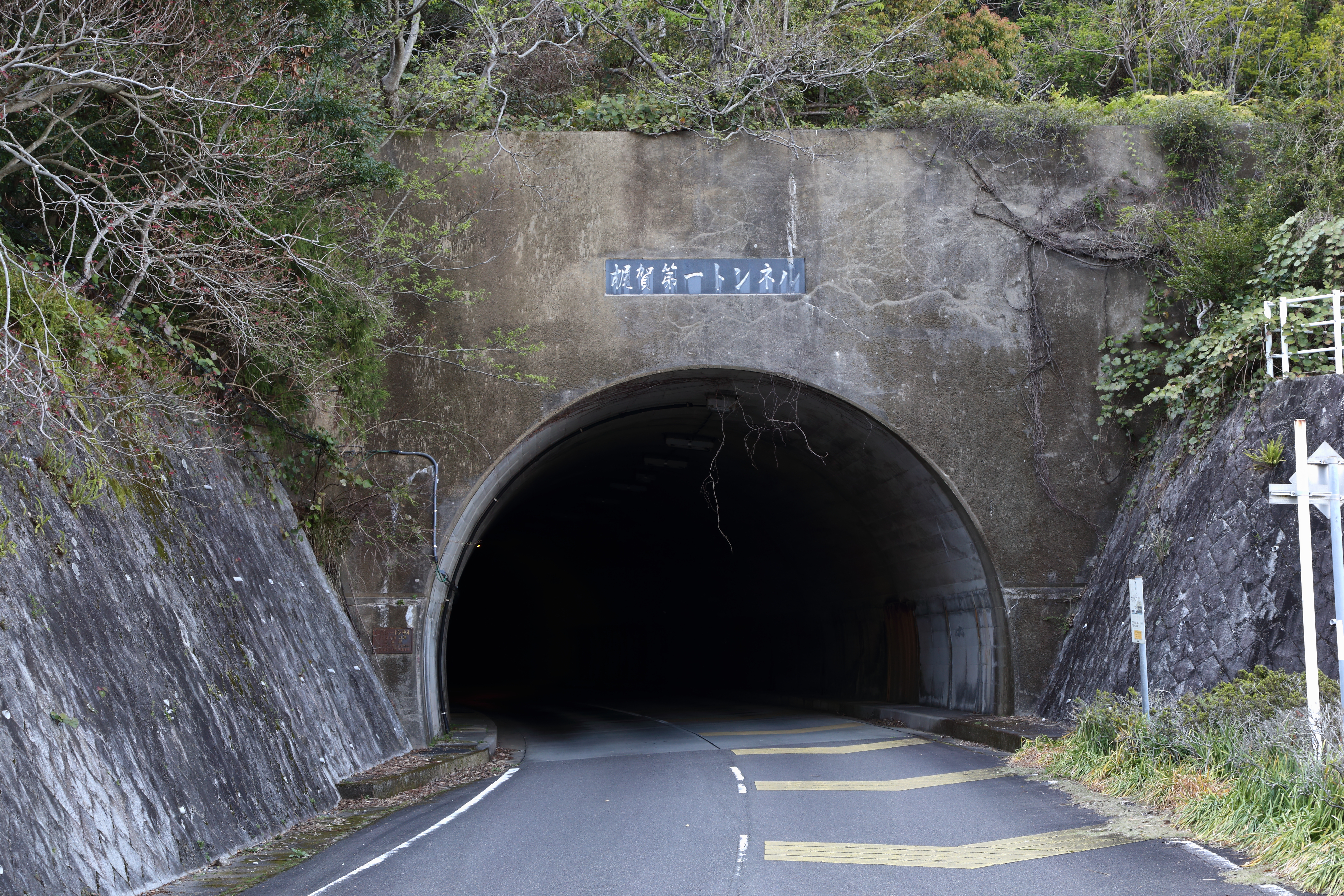
梶賀第一トンネル

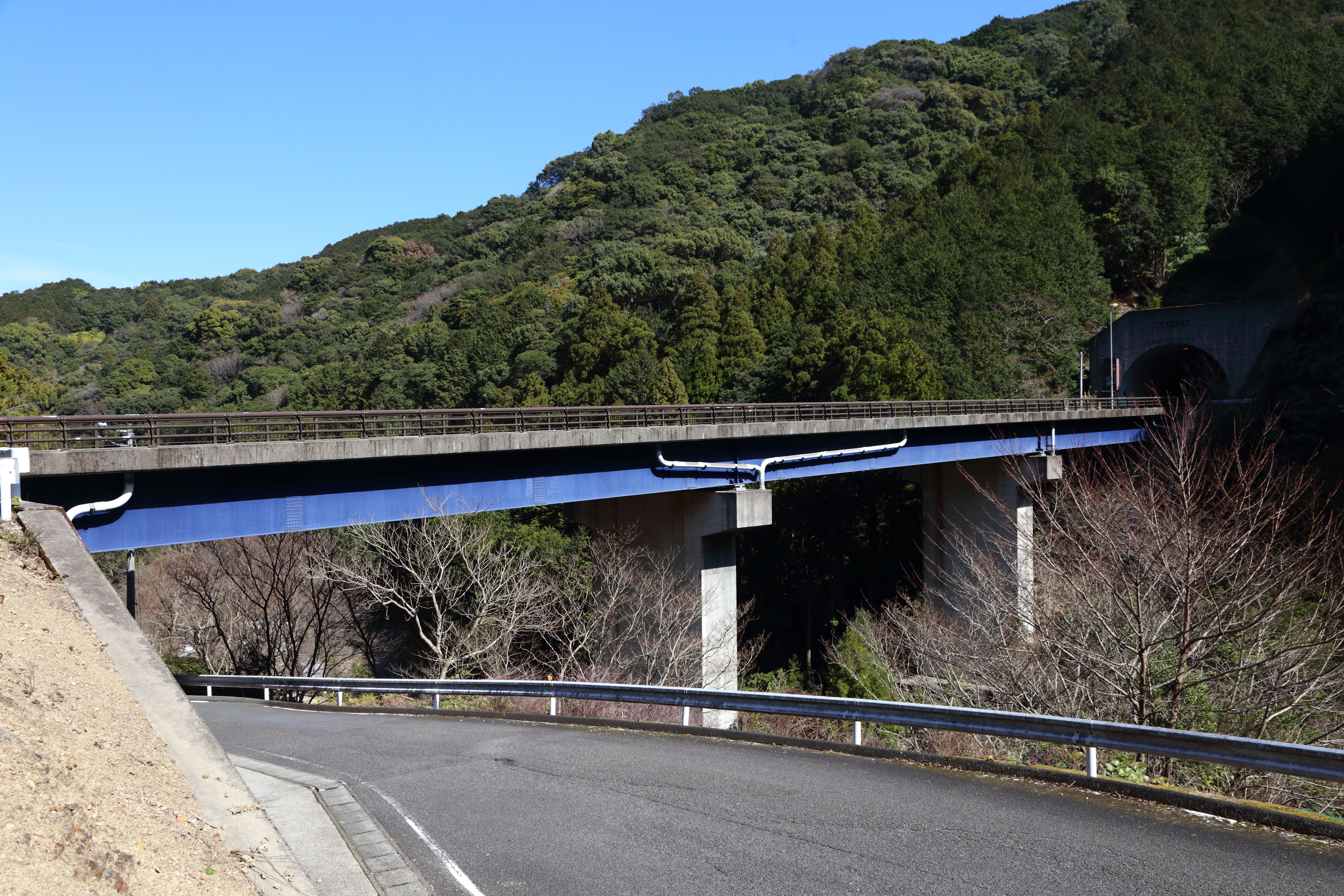
梶賀橋　手前の道が梶賀の町（後方）に入る道路

最寄りのインターチェンジは熊野尾鷲道路賀田ICであり、梶賀漁港まで自動車で約15分。
 国道311号（曽根梶賀バイパス）
旧国道311号は1959年（昭和34年）に三重県道尾鷲二木島熊野線として開通し、梶賀町の沿岸部を通っていた。隣接する熊野市須野町との間はわずか4kmであるが、須野町側が1981年（昭和56年）に須野トンネルを開通させたのに対して、梶賀町側は着工が遅れ、永らく未開通（点線国道）であった。開通前は梶賀 - 須野間に道路がなかったため国道42号に迂回しなければならず、30km近く遠回りを強いられていた。曽根梶賀バイパスは、2001年（平成13年）10月1日に豪雨災害による集落の孤立対策として、一部未舗装の状態で開通、11月22日に正式開通となった。梶賀町の区間には約1.4kmの梶賀トンネルと延長約90m、高さ約25mの梶賀橋がある。

## 施設

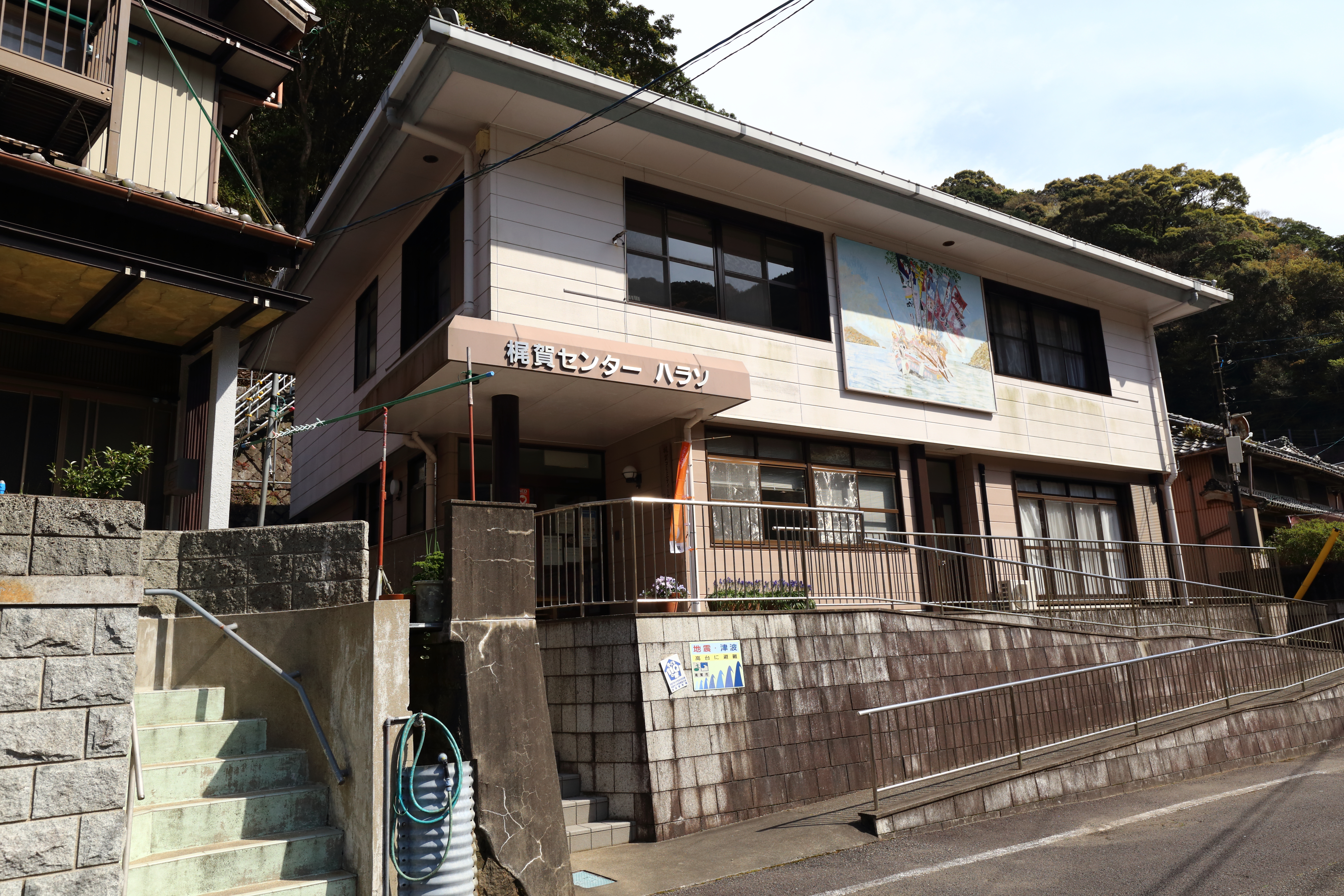
梶賀コミュニティーセンターはらそ
- 三重外湾漁業協同組合三木浦事業所梶賀浦
- 梶賀大敷株式会社
- 株式会社梶賀コーポレーション
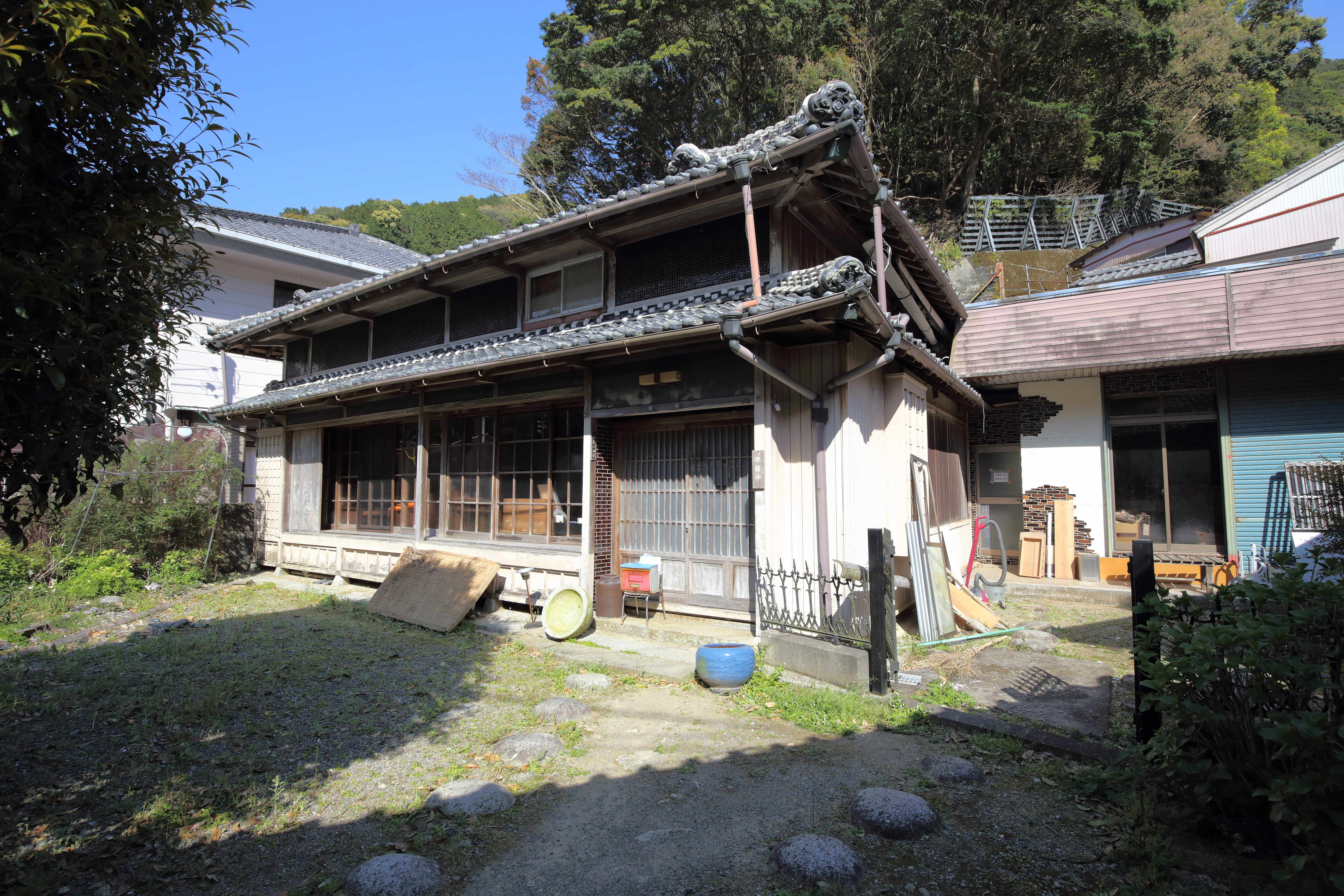
梶賀 網元ノ家
- 梶賀ダイビングサービス
- 勝三屋（渡船・旅館）
- 榎本渡船
- 渡船誠丸

- 梶賀コミュニティーセンターはらそ
- 梶賀 網元ノ家

### 神社仏閣
梶賀神社
梶賀町の産土神で旧称は久立神社（くりゅうじんじゃ）であった。旧・久立神社は祭神不明である。1909年（明治42年）6月22日に稲荷神社を合祀し、梶賀神社に改称した。近代社格制度に基づく旧社格は無格社であったが、1946年（昭和21年）に宗教法人化した。
曹洞宗延命山地蔵寺
曽根町にある安定寺の末寺。延享4年6月（グレゴリオ暦：1747年7月）に万山特宗が安定寺の二世寒隆を講じて開山する。本堂は文化14年（1817年）に再建し、天保13年（1842年）に修理したもの。石造の地蔵菩薩を本尊とする。

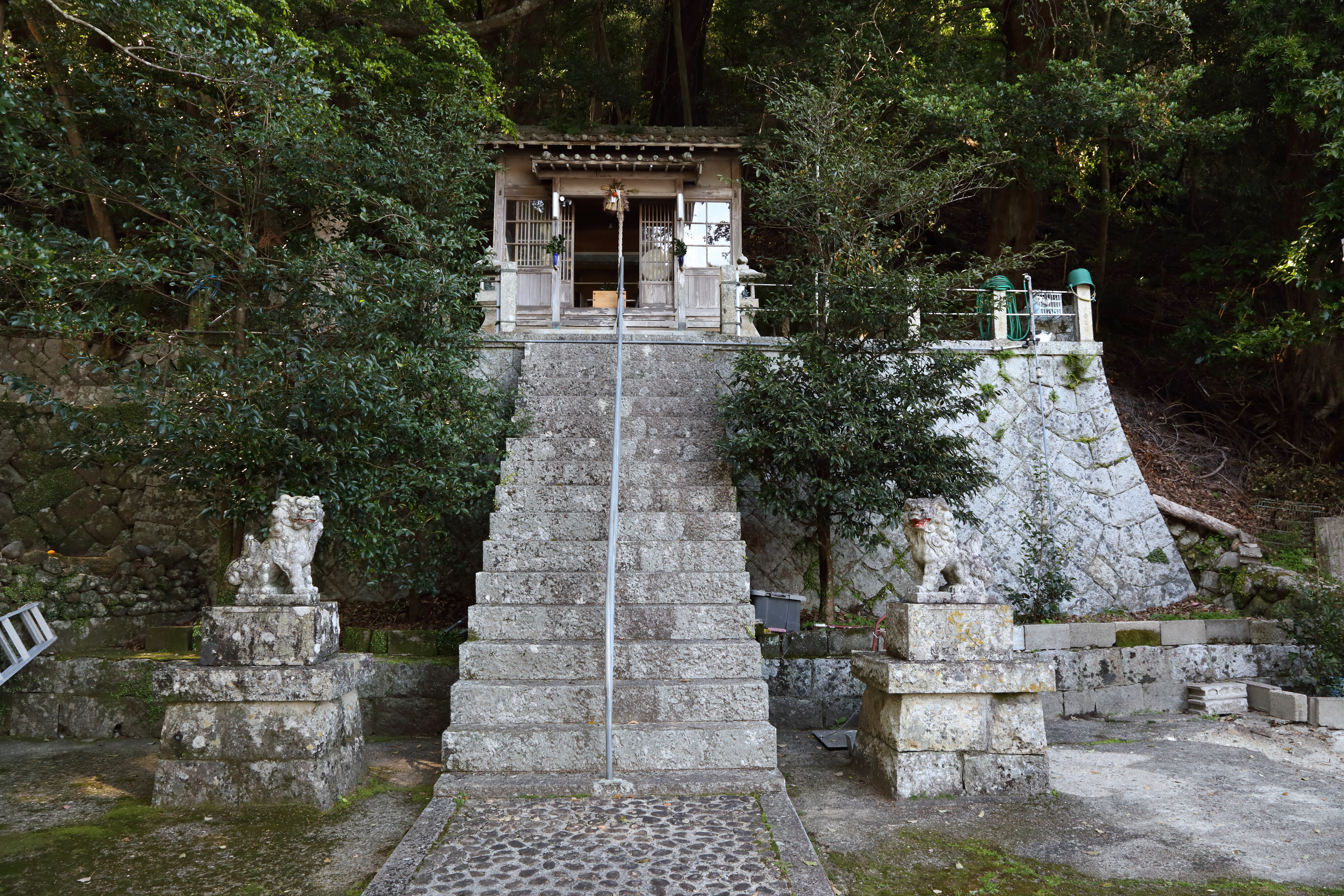
梶賀神社
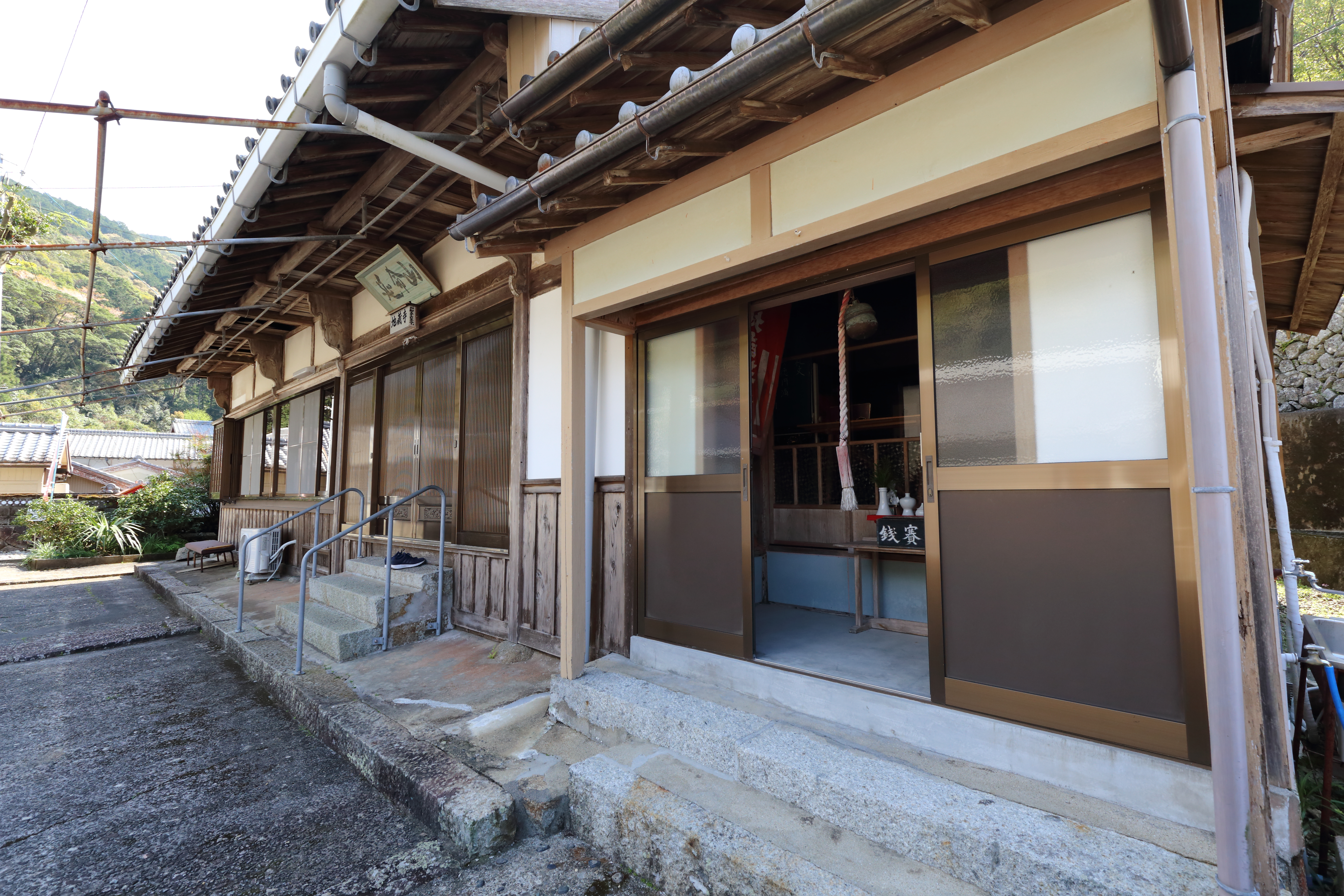
地蔵寺

## その他

### 日本郵便
- 郵便番号 : 519-3923[3]（集配局：尾鷲郵便局[60]）。